# Panzertruppe (Bundeswehr)

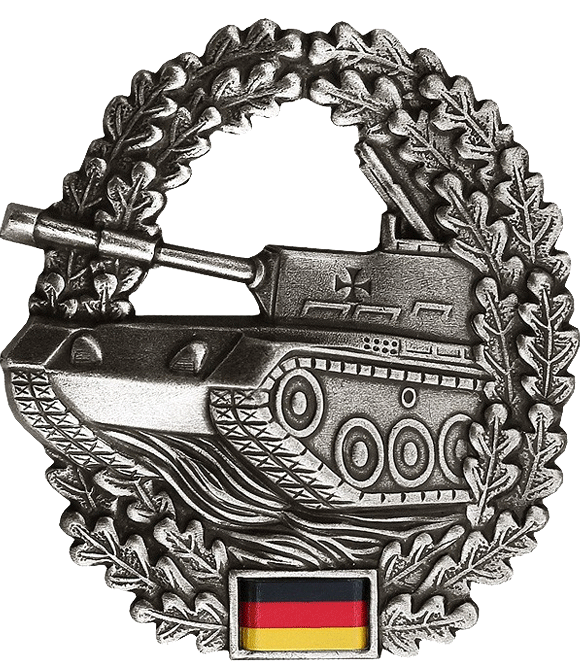
Barettabzeichen der Panzertruppe in der Bundeswehr

Die Panzertruppe ist eine Truppengattung im Heer der Bundeswehr. Die deutsche Panzertruppe zählt zu den Kampftruppen des Heeres und bildet mit der Panzergrenadiertruppe den Truppengattungsverbund Panzertruppen. Hauptwaffensystem der Panzertruppe ist der Kampfpanzer Leopard 2. Hauptaufgabe ist der Kampf gegen Panzerverbände im offenen Gelände.

## Auftrag
Die Panzertruppe ist die Schwerpunktwaffe des Heeres und wird überwiegend überraschend im Rahmen Entscheidung suchender Angriffsoperationen in großer Anzahl gegen feindliche Panzereinheiten aufgeboten. Sie wird meist in geschlossenen Verbänden gemeinsam mit Panzergrenadieren eingesetzt und soll durch schnelle, wirksame Erfolge dazu beitragen, die Initiative eines Gefechts zu gewinnen. Die Panzertruppe hat ihre Stärke im Angriff und in der Verfolgung, sie kann aber auch erfolgreich zur Verzögerung und in der Verteidigung eingesetzt werden. Hierbei ist es ihre Aufgabe, dem vorrückenden Feind durch Fortsetzung des Gefechts möglichst hohe Verluste beizubringen und eventuell durch Gegenangriffe in Flanke und Rücken wieder die Initiative zu gewinnen.
Hauptwaffe der Panzertruppe ist der Kampfpanzer, der sich durch Feuerkraft, Panzerung und Mobilität auszeichnet. Mit den Panzern können kleinere Gewässer, auch in kurzer Unterwasserfahrt, durchwatet werden. Die Panzerbesatzung, bestehend aus Kommandant, Richtschütze, Ladeschütze und Fahrer, kann bei widrigen Wetterbedingungen und in der Nacht durch Einsatz moderner Zieleinrichtungen den Feuerkampf weiterführen.
Die Panzertruppe galt seit dem Ende des Ersten Weltkriegs bis in die Endphase des Kalten Kriegs als die im Kriegsfall entscheidende Truppengattung.
In den laufenden Auslandseinsätzen der Bundeswehr spielt die Panzertruppe eine gegenüber dem Kalten Krieg nur noch kleine Rolle. Die großen logistischen Herausforderungen für den Transport und den Betrieb der Kampfpanzer, sowie die aufgrund ihres hohen Gewichts und Größe herabgesetzte Mobilität in den Einsatzländern führten dazu, dass heute leichtere Fahrzeuge und Infanterie eine größere Bedeutung als im Kalten Krieg erhalten haben.

## Geschichte

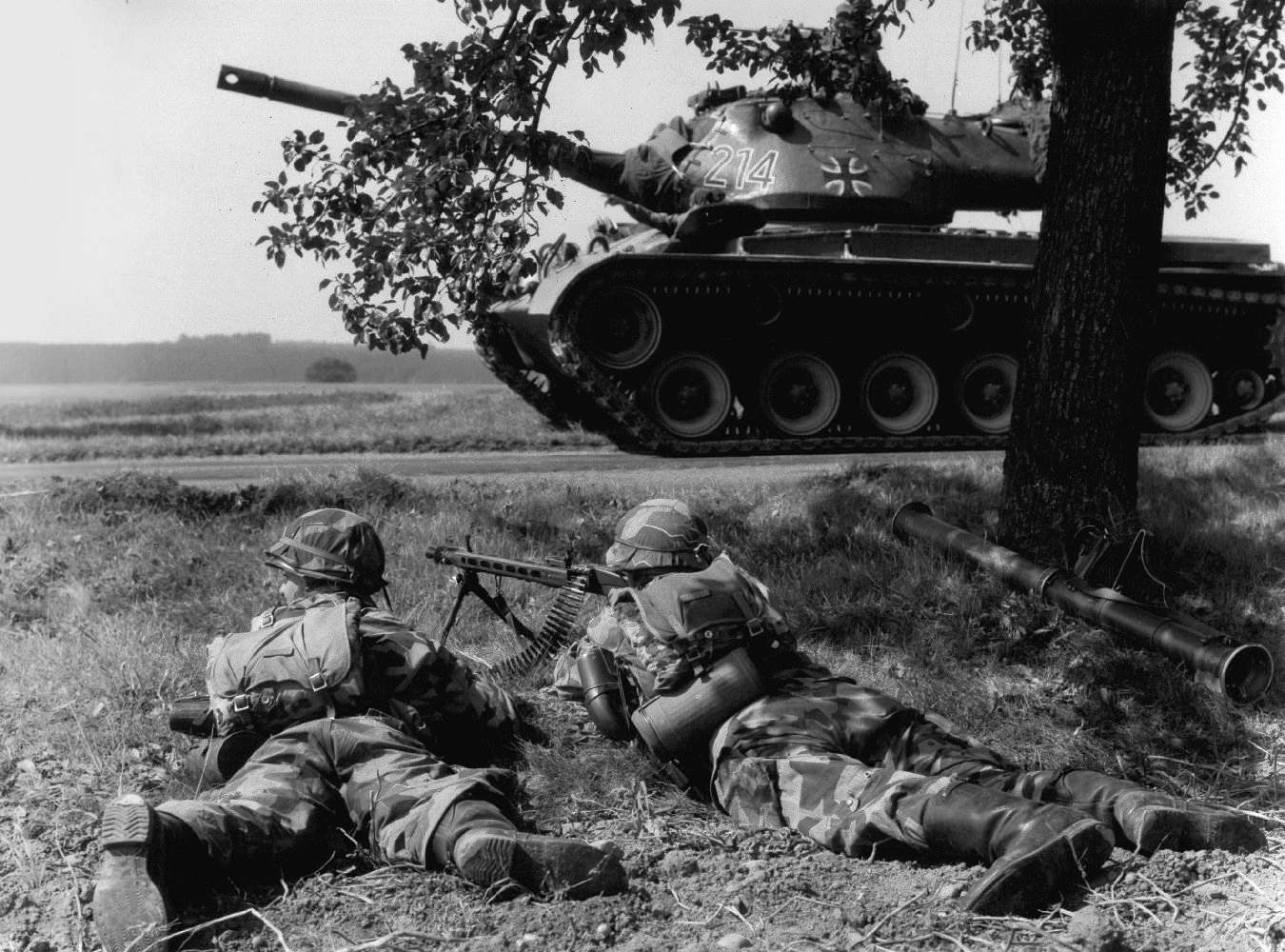
Kampfpanzer M47 der ersten Ausstattung 1959

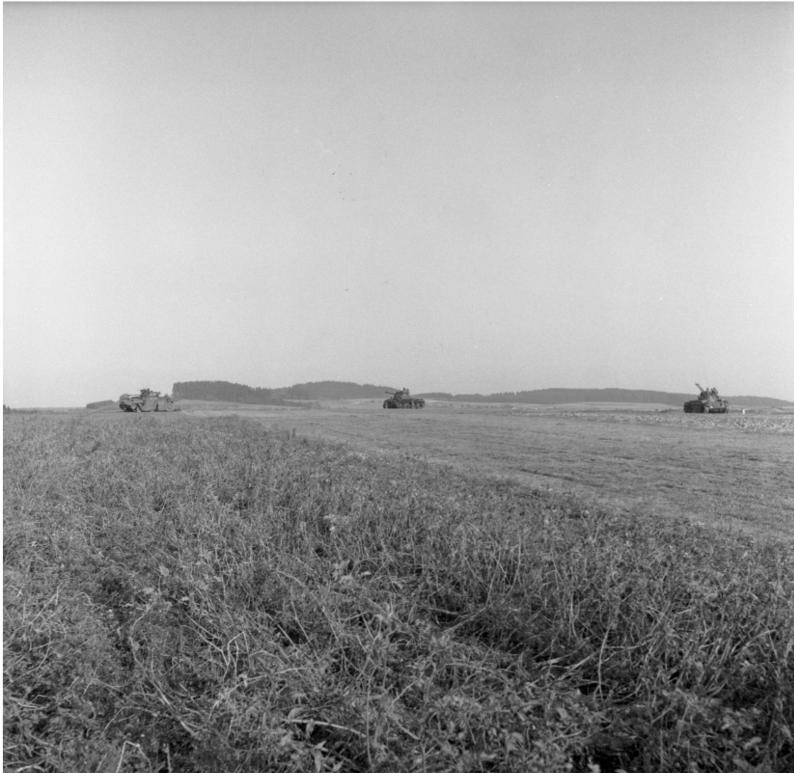
Herbstmanöver 1958 der Bundeswehr im Westerwald

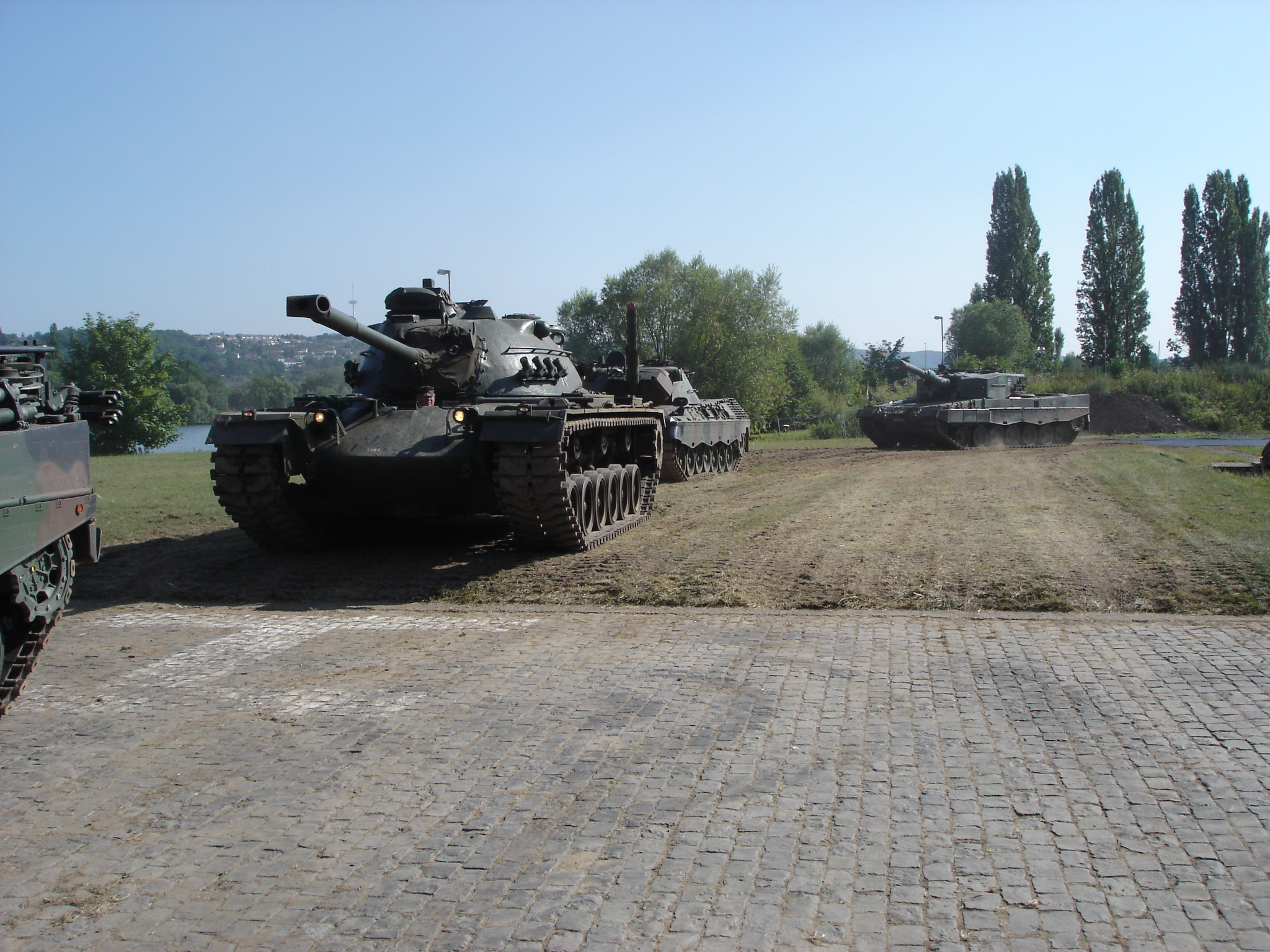
Drei Generationen
Kampfpanzer M 48 A2C
Kampfpanzer Leopard 1A2
Kampfpanzer Leopard 2A4

Nachdem der Aufbau Mitte der 1960er Jahre fast vollständig abgeschlossen war, verfügte die Bundeswehr über die folgenden Panzerverbände:
- 6 Panzerdivisionen und 4 Panzergrenadierdivisionen mit
  - 16 Panzerbrigaden zu je 2 Panzerbataillonen und je 1 Panzerjägerkompanie
  - 14 Panzergrenadierbrigaden zu je 1 Panzerbataillon und je 1 Panzerjägerkompanie
- 1 Gebirgsdivision mit
  - 4 Panzerbataillonen und 2 Panzerjägerkompanien
- 2 selbstständige Panzerregimenter bei den Korpstruppen (geplantes Panzerregiment 300 des III. Korps wurde nicht aufgestellt)
- sowie je zwei Panzerbataillone in jeder der Heimatschutzbrigaden des Territorialheeres
- insgesamt 51 Panzerbataillone

Bis zur Heeresstruktur II hatte jede Kompanie drei Züge mit je fünf Panzern, zuzüglich der Panzer des Kompaniechefs und ein Umsteigefahrzeug, gesamt 17 Kampfpanzer. Der Stab des Bataillons verfügte über drei weitere Fahrzeuge bei der Stabs- und Versorgungskompanie – je eines für den Kommandeur und den stellvertretenden Kommandeur sowie ein Umsteigefahrzeug. Ein Panzerbataillon wies daher eine Stärke von 54 Kampfpanzern auf. Die Anzahl der Panzerfahrzeuge wurde später verringert.
Insgesamt standen der Bundeswehr bis in die 1990er Jahre etwa 2800 Panzerkampffahrzeuge Leopard 1 in den Panzerbataillonen und M 48 in den Panzerbataillonen der Heimatschutzbrigaden als Panzerjäger sowie etwa 970 Jagdpanzer in den Panzergrenadierverbänden zur Verfügung. Anfang der 1980er Jahre wurden mit der Heeresstruktur IV weitere 17 Panzerbataillone als gemischte Verbände (Panzer/Panzergrenadiere) aufgestellt. Sie trugen in ihrer Verbandsnummer jeweils eine 1 am Ende, eine Ziffernkombination, die bis dahin nicht vergeben worden war. Eine Ausnahme bildete nur das Gebirgs-Panzerbataillon 8. Zusätzlich zur Aufstellung kamen zwölf Panzerbataillone der Heimatschutzbrigaden, die jedoch nur teilaktiv und teilmobil (Ist-Bestand ca. 60 %) waren.

## Ausbildung
Die Ausbildung der Panzertruppe erfolgt im Wesentlichen am Ausbildungsbereich Panzertruppen in Munster, dessen Leiter gleichzeitig General der Panzertruppen ist. Der General der Panzertruppen ist verantwortlich für die Ausbildung der Panzertruppen. Für die Weiterentwicklung der Truppengattung ist seit Juni 2013 das Amt für Heeresentwicklung zuständig. Der Ausbildungsbereich Panzertruppen ist Teil des Panzertruppenschule.

## Organisation

### Einordnung
Die Panzertruppe im Heer war immer eine eigene Truppengattung. Bis 2005 bildete die Panzertruppe mit der Panzergrenadiertruppe (vor 1995 noch Teil der Infanterie), der Panzeraufklärungstruppe und der Panzerjägertruppe den Truppengattungsverbund Gepanzerte Kampftruppen. Seit 2005 bildet die Panzertruppe mit der Panzergrenadiertruppe den Truppengattungsverbund Panzertruppen. Die Panzertruppen zählen zu den Kampftruppen der Bundeswehr.

### Aktive Truppenteile
Im deutschen Heer werden in der aktuellen Heeresstruktur „HEER2011“ zwei Divisionen und drei Brigaden als Panzerdivision bzw. Panzerbrigade bezeichnet. Seit März 2016 besitzt die Bundeswehr 5 und ab 2019 folgende 6 Panzerbataillone:
|                                                        | Bezeichnung            | Ort               | Verband                   | Bemerkung                                                  |
| ------------------------------------------------------ | ---------------------- | ----------------- | ------------------------- | ---------------------------------------------------------- |
| Internes Verbandsabzeichen des Panzerlehrbataillons 93 | Panzerlehrbataillon 93 | Munster           | Panzerlehrbrigade 9       |                                                            |
| Internes Verbandsabzeichen des Panzerbataillons 104    | Panzerbataillon 104    | Pfreimd           | Panzerbrigade 12          |                                                            |
| Internes Verbandsabzeichen des Panzerbataillons 203    | Panzerbataillon 203    | Augustdorf        | Panzerlehrbrigade 9       | geplant für die aufzustellende Panzerbrigade 45            |
|                                                        | Panzerbataillon 363    | Hardheim          | Panzerbrigade 12          | Neuaufstellung 18.11.2019                                  |
| Internes Verbandsabzeichen des Panzerbataillons 393    | Panzerbataillon 393    | Bad Frankenhausen | Panzergrenadierbrigade 37 | bis Mitte 2014 Bad Salzungen                               |
| Internes Verbandsabzeichen des Panzerbataillons 414    | Panzerbataillon 414    | Lohheide          | 43. mechanisierte Brigade | mit niederländischen PzKp ust 43. NL mechanisierte Brigade |

| - Stab - Abteilung S1 (Personalwesen) - Abteilung S2 (Militärische Sicherheit) - Abteilung S3 (Organisation) - Abteilung S4 (Logistik) - Abteilung S6 (Führungsunterstützung) - Materialbewirtschaftung - Materialnachweistrupp - Unterstützungspersonal Bundeswehrdienstleistungszentrum - 1. Versorgungs- und Unterstützungskompanie - Kompanieführung - Kompanietrupp - Kompaniefeldwebeltrupp - Versorgungstrupp - Materialgruppe - Verpflegungsgruppe - Verpflegungstrupp - Feldküchentrupp 1 - Feldküchentrupp 2 - Feldküchentrupp 3 - Marketendertrupp - Fernmeldezug - Zugtrupp - Feldkabeltrupp 1 - Feldkabeltrupp 2 - Gefechtsstandgruppe 1 - Gefechtsstandtrupp 1 Zelle Führung - Gefechtsstandtrupp 2 Zelle Führung - Gefechtsstandgruppe 2 - Gefechtsstandtrupp Zelle Einsatzunterstützung - Gefechtsstandtrupp Zelle Führungsunterstützung - Sicherungsgruppe 1 - Sicherungsgruppe 2 - Aufklärungs- und Verbindungszug - Zugtrupp - Erkundungsgruppe - Erkundungstrupp 1 - Erkundungstrupp 2 - Aufklärungsgruppe 1 - Aufklärungstrupp 1 - Aufklärungstrupp 2 - Aufklärungsgruppe 2 - Aufklärungstrupp 1 - Aufklärungstrupp 2 - Verbindungsgruppe - Verbindungstrupp 1 - Verbindungstrupp 2 - Technischer Zug - Zugtrupp - Wartungstrupp (Leichte Waffen, ABC-Abwehrgerät) - Wartungstrupp (Hydraulik) - Wartungstrupp (Fernmeldegerät) - Gefechtsschadeninstandsetzungstrupp - Bergetrupp Rad - Bergetrupp Kette - Transportzug - Zugtrupp - Munitionsgruppe - Betriebsstoffgruppe - Wassergruppe - 2. Panzerkompanie - Kompanieführungsgruppe - Kompanietrupp - Kompaniefeldwebeltrupp - Technische Gruppe - Gefechtsschadeninstandsetzungstrupp - Bergetrupp Kette - I. Panzerzug - II. Panzerzug - III. Panzerzug - 3. Panzerkompanie siehe oben - 4. Panzerkompanie (Die 4. Panzerkompanie des Panzerbataillons 414 wird durch die Niederländischen Streitkräfte gestellt und besitzt 4 Panzerzüge mit insgesamt 16 Leopard A6.) siehe oben - 5. Einsatz- und Unterstützungskompanie (nur im Panzerbataillon 203 in Augustdorf vorhanden) - Kompanieführungsgruppe - Kompanietrupp - Kompaniefeldwebeltrupp - Versorgungstrupp - Technischer Trupp - Sicherungs- und Unterstützungszug |

### Nichtaktive Truppenteile
Folgende Nichtaktive Bataillone sind ausgeplant:
|  | Bezeichnung | Ort     | Verband          | Status     | Bemerkung |
|  | ----------- | ------- | ---------------- | ---------- | --- |
|  | GebPzBtl 8  | Pfreimd | Panzerbrigade 12 | Nichtaktiv | Neuaufstellung Gebirgspanzerbataillon 8 zum 20. September 2014 in Pfreimd. Das Bataillon steht in der Traditionslinie des früheren GebPzBtl 8 in Kirchham vormals Pocking. Wie sein Vorgänger handelt es sich um ein „reguläres“ Panzerbataillon ohne besondere Befähigung für den Gebirgskrieg. Bis 2021 war das Bataillon teilaktiv, so dass zwei der vier Kompanien aktiv in Dienst standen. Im Frieden unterstanden die in Pfreimd stationierten nichtaktiven 1. und 2. Kompanie und die aktive 3./GebPzBtl 8 organisatorisch dem PzBtl 104, die 4./GebPzBtl 8 dem PzBtl 393 in Bad Frankenhausen, wo jene ebenfalls stationiert war. Im Dezember 2018 wurde bekannt, dass die beiden aktiven Kompanien zur Neuaufstellung des PzBtl 363 in Hardheim vorgesehen werden sollten. Im Mai 2021 war dieser Unterstellungswechsel schließlich vollzogen. Zurzeit verfügt das Bataillon über keine eigene Material- und Kfz Kraftfahrzeug-Ausstattung und ist im Einsatz und Grundbetrieb nur beweglich mit der Fahrzeugausstattung des aktiven Panzerbataillons oder durch Anmietung über die Bundeswehr Fuhrpark Service GmbH. |

## Ausrüstung

### Hauptwaffensysteme

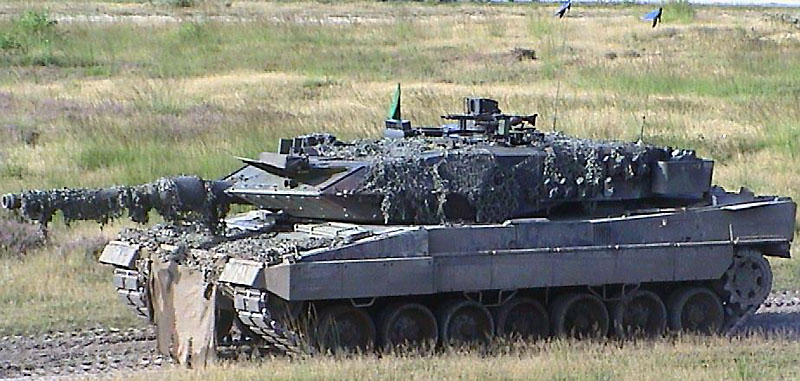
Kampfpanzer Leopard 2A5

Das Hauptwaffensystem der Panzertruppe ist der Kampfpanzer Leopard 2. Die Bundeswehr verfügt (Stand August 2017) über insgesamt 225 Leopard 2 A6 (155), A6M (50) und A7 (20). Die nach dem Verkauf von 105 Leopard 2 A5 an Polen verbliebenen 20 Kampfpanzer dieser Ausbaustufe wurden ausgemustert, um eine Mischausstattung mit unterschiedlichen Rüstständen zu vermeiden.
Die Stückzahl wurde April 2015 gem. Rüstungsplanung auf 328 Kampfpanzer erhöht und wird über den Rückkauf von 100 Panzern realisiert, die bei der Rüstungsindustrie eingelagert sind. In einem weiteren Schritt werden ab 2019 insgesamt 104 Leopard 2 kampfwertgesteigert und auf den Rüststand A7V gebracht. Diese Modernisierungsmaßnahme umfasst alle 20 Leopard A7 der Bundeswehr, die 16 durch die Niederlande für das Panzerbataillon 414 zur Verfügung gestellten A6NL sowie 68 der zurückgekauften 100 Leopard A4. Acht Fahrzeuge werden dem Bundesamt für Ausrüstung, Informationstechnik und Nutzung der Bundeswehr zur Verfügung gestellt.
Am 20. März 2019 billigte der Haushaltsausschuss des Deutschen Bundestages die Umrüstung weiterer 101 Leopard A6 und A6M bis zum Jahr 2026 auf den Konstruktionsstand A7V, um eine Anpassung an vorhandene Leopard 2 A7V in Bezug auf Bedienung und Logistik zu erreichen. Unter anderem erhalten diese ein neues Zielsystem, neue Funkgeräte sowie modifizierte Feuerleitrechner. Die Anzahl der dann in der Bundeswehr genutzten Leopard 2 A7V (bzw. vergleichbar) wird sich dann auf 205 von insgesamt 328 geplanten Leopard 2 erhöhen.
Jedes Bataillon führt äquivalent zur Verteilung der Schützenpanzer im Panzergrenadierbataillon insgesamt 44 Kampfpanzer (vier pro Zug, drei Züge je Kompanie sowie zwei je Kompanieführungsgruppe in den drei Kompanien und zwei weitere für die Bataillonsführung). 

### Uniform
Die Waffenfarbe der Panzertruppe, gezeigt beispielsweise als Farbe der Litzen und Kragenspiegel, ist rosa. Das Barett ist schwarz und wird häufig auch im Gefechtsdienst getragen. Das Barettabzeichen der Panzertruppe zeigt einen stilisierten Kampfpanzer in einem Kranz aus Eichenlaub, abgeleitet vom Panzerkampfabzeichen der ehemaligen deutschen Wehrmacht. Die aufgelöste Panzerjägertruppe unterschied sich in dieser Hinsicht nur durch ein anderes Barettabzeichen von der Panzertruppe. Panzerbesatzungen tragen statt Feldhose und Feldbluse eine einteilige Panzerkombination.

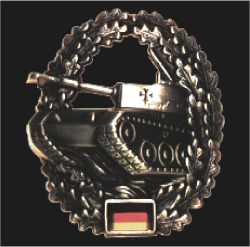
Barettabzeichen und Barettfarbe
Kragenspiegel

### Taktisches Zeichen
Militärisches Symbol der Panzertruppe in der NATO ist das liegende Oval, das eine stilisierte umlaufende Panzerkette verkörpert.

Taktisches Zeichen
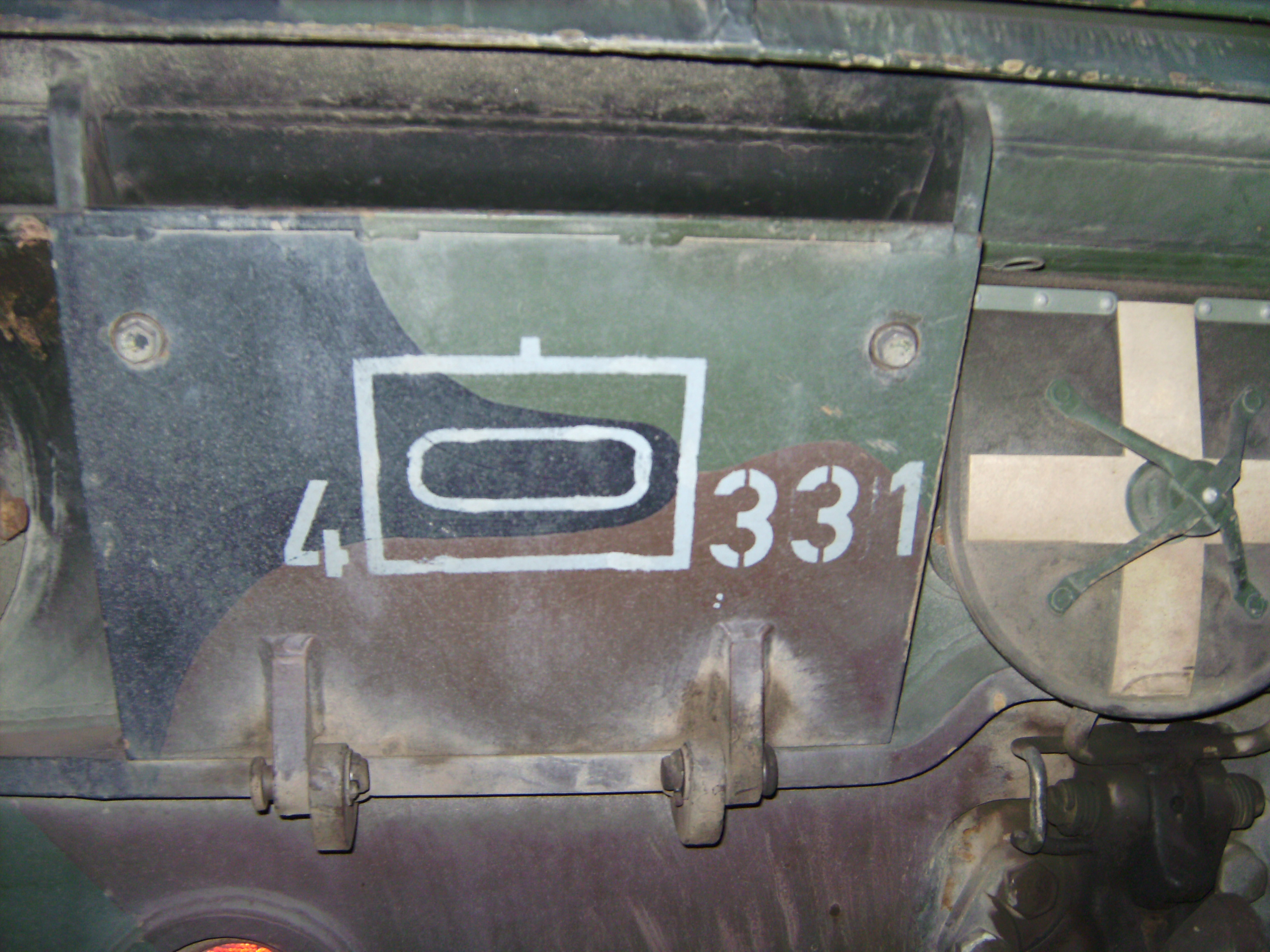
Taktisches Zeichen der Panzertruppe, hier 4. Kompanie des PzBtl 331

## Dienstgradbezeichnungen
Niedrigster Dienstgrad in Truppenteilen der Panzertruppe ist der Panzerschütze. Er entspricht dem Dienstgrad Schütze, Funker, Panzergrenadier usw. (→ vgl. hier) anderer Truppengattungen. Die übrigen Dienstgrade entsprechen den allgemeinen Dienstgraden der Bundeswehr. Soldaten im niedrigsten Dienstgrad in Truppenteilen der früheren Panzeraufklärungstruppe führten ebenfalls den Dienstgrad Panzerschütze.
| Mannschaftsdienstgrad |               |                    |
| Niedrigerer Dienstgrad |               | Höherer Dienstgrad |
| - | Panzerschütze | Gefreiter          |
| Dienstgradgruppe: Mannschaften – Unteroffiziere o.P. – Unteroffiziere m.P. – Leutnante – Hauptleute – Stabsoffiziere – Generale |               |                    |